# Fissidens brevidorsus
Fissidens brevidorsus là một loài Rêu trong họ Fissidentaceae. Loài này được Dixon mô tả khoa học đầu tiên năm 1942.